# M31 RV
M31 RV é uma estrela vermelha localizada na Galáxia de Andrômeda que surgiu de uma explosão em 1988, que é semelhante à explosão V838 Monocerotis descoberta em 2002. Tais objetos foram chamados de Nova Luminosa Vermelha ou Luminous Red Novae. Durante a explosão, V838 e M31 alcançaram uma magnitude visual máxima absoluta de -9,8.
Em 2006 a área em volta de M31 foi observada pelo Teléscopio Espacial Hubble, mas apenas as gigantes vemelhas foram vistos. Pensa-se que a estrela tornou-se demasiada fraca para ser visto pelo Telescópio Hubble ver, ou a estrela é companheira de uma gigante vermelha, ou é uma gigante vermelha.
1. ↑   Bond, Howard E. (2011). "Hubble Space Telescope Imaging of the Outburst Site of M31 RV. II. No Blue Remnant in Quiescence". The Astrophysical Journal . 737 : 17. Bibcode : 2011ApJ ... 737 ... 17B . arXiv : 1105.4595 Livremente acessível . doi : 10.1088 / 0004-637X / 737/1/17 . ^ Salte para: a b c Boschi, F .; Munari, U. (2004). "Evolução do M 31-RV e seu suposto padrão de explosão múltipla". Astronomia e Astrofísica . 418 (3): 869. Bibcode : 2004A & A ... 418..869B . arXiv : astro-ph / 0402313 Livremente acessível . doi : 10.1051 / 0004-6361: 20035716 .